# Stazione meteorologica di Maresca
La stazione meteorologica di Maresca è la stazione meteorologica di riferimento relativa all'omonima località del comune di San Marcello Pistoiese.

## Coordinate geografiche
La stazione meteo si trova nell'Italia centrale, in Toscana, in provincia di Pistoia, nel comune di San Marcello Pistoiese, in località Maresca, a 1.043 metri s.l.m. e alle coordinate geografiche 44°04′N 10°51′E.

## Dati climatologici 1961-1990
In base alla media trentennale di riferimento (1961-1990), la temperatura media del mese più freddo, gennaio, è di +1,3 °C; quella del mese più caldo, agosto, si attesta a +17,8 °C .
Le precipitazioni medie annue nel medesimo trentennio si attestano a 2.028,5 mm, con elevato picco in tra autunno e inverno e con minimo relativo in estate.
| MARESCA             | Mesi  | Mesi  | Mesi  | Mesi  | Mesi  | Mesi | Mesi | Mesi  | Mesi  | Mesi  | Mesi  | Mesi  | Stagioni | Stagioni | Stagioni | Stagioni | Anno    |
| MARESCA             | Gen   | Feb   | Mar   | Apr   | Mag   | Giu  | Lug  | Ago   | Set   | Ott   | Nov   | Dic   | Inv      | Pri      | Est      | Aut      | Anno    |
| ------------------- | ----- | ----- | ----- | ----- | ----- | ---- | ---- | ----- | ----- | ----- | ----- | ----- | -------- | -------- | -------- | -------- | ------- |
| T. max. media (°C)  | 4,4   | 5,0   | 7,6   | 11,3  | 16,0  | 19,7 | 22,8 | 23,1  | 19,6  | 14,1  | 8,6   | 5,8   | 5,1      | 11,6     | 21,9     | 14,1     | 13,2    |
| T. min. media (°C)  | −1,7  | −1,5  | 0,5   | 3,8   | 7,4   | 10,5 | 12,7 | 12,5  | 10,2  | 6,4   | 2,6   | −0,2  | −1,1     | 3,9      | 11,9     | 6,4      | 5,3     |
| Precipitazioni (mm) | 228,4 | 181,4 | 204,9 | 176,0 | 125,0 | 99,2 | 66,5 | 103,1 | 152,3 | 193,9 | 268,2 | 229,6 | 639,4    | 505,9    | 268,8    | 614,4    | 2 028,5 |